# Oblężenie Douai (1712)
Oblężenie Douai (drugie) – działania oblężnicze trwające od 7 sierpnia do 8 września 1712 podczas wojny o sukcesję hiszpańską, zakończone zdobyciem (odzyskaniem) miasta przez Francuzów.
Ufortyfikowane miasto położone przy granicy z Niderlandami Hiszpańskimi zostało podczas wojny dewolucyjnej zdobyte przez Francuzów i traktatem akwizgrańskim przejęte przez Francję w 1668 roku. Latem 1710 roku po dwumiesięcznym oblężeniu Douai zostało zdobyte przez wojska koalicji antyfrancuskiej (brytyjskie i cesarskie), a następnie obsadzone przez sprzymierzonych Holendrów. Broniona przez ich słaby garnizon twierdza znalazła się na początku sierpnia 1712 w oblężeniu przez wojska francuskiego korpusu pod dowództwem generała d’Albergottiego. Holendrzy skapitulowali 8 września. Odzyskane Douai zostało postanowieniem pokoju utrechckiego (1713) na stałe włączone do Francji. Samo miasto mocno ucierpiało w trakcie obydwu oblężeń.